# コンカルノー
コンカルノー （フランス語: Concarneau [kɔ̃.kaʁ.no] ブルトン語：Konk-Kerne）は、フランス、ブルターニュ地域圏フィニステール県のコミューン。
フィニステール県南部に位置し人口順第3位の自治体であり、かつてコルヌアイユ地方（フランス語）に属していた。コルヌアイユの海岸沿いにブーゼック・コンクからランリエクまで、ド・ラ・フォレ湾（baie de La Forêt）に面する。
この都市はモロ川（フランス語）河口にある小島に開かれ、中世の要塞都市を中心に発展した。港を抱え長く漁業（特にマグロ漁）を主幹産業とした時代には、水揚げ量でフランス第7の漁港であった。現在のコンカルノーでは造船業のほか、歴史的な遺産をめぐる観光が重要な経済活動となっている。
2007年の新学期、初等教育を受けるコンカルノーの児童の1.7%が、ブルトン語との二言語学校に在籍した。

## 歴史

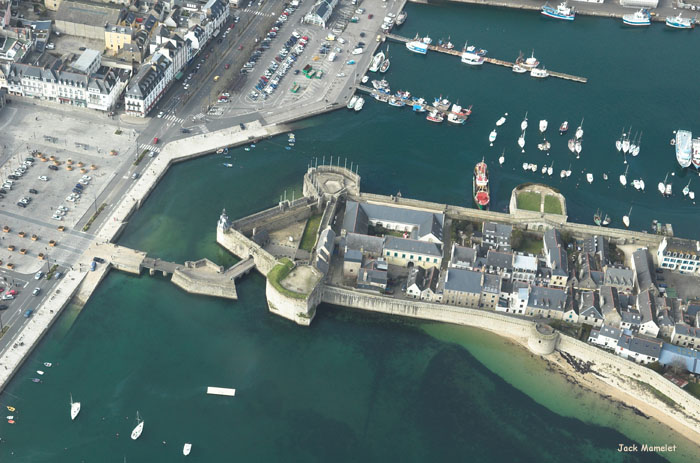
コンカルノー要塞

コンカルノーが初めて歴史に登場したのは、ランデヴェネック修道院（Abbaye de Landévennec）の特許状台帳に記載された時である。
1680年から、ヴォーバンがコンカルノーを訪れ、防衛設備改善によるいくつかの事業を指揮した。1694年にこれらの作業は全て終了し、同年の6月7日にヴォーバンが視察にやってきた。
1859年、ヴィクトル・コスト（Victor Coste）によってコンカルノー海洋生物試験場（Station biologique de Concarneau）が設置された。

## 地理

ル・カベルーから見たコンカルノーの眺望。

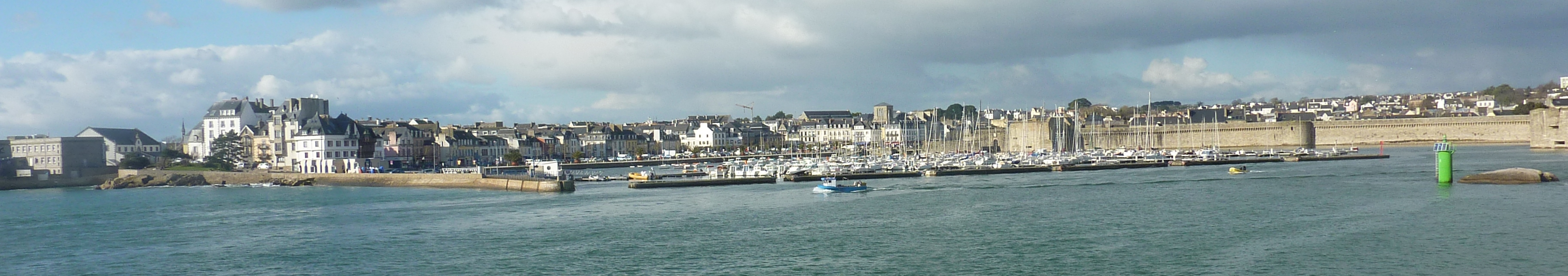
ランリエックから見たコンカルノー

### 位置
- フィニステール県内の位置
- 衛星写真
- コンカルノー - オープンストリートマップ 地方自治体の範囲

ブルターニュ地方の西、フィニステール県南部に位置するコンカルノーのコミューンは、国勢調査ではこの地方第3位であり、2つのコミューン合併により市街地の中核にあたり、27,031  habitantsを数える（2007年時点）。都市単位としてトレガン（フランス語）の自治体が含まれる。カンペールから19km、ロリアンから44km、ブレストから71km、レンヌとは169km離れている。パリまで475km。

### 近隣のコミューン

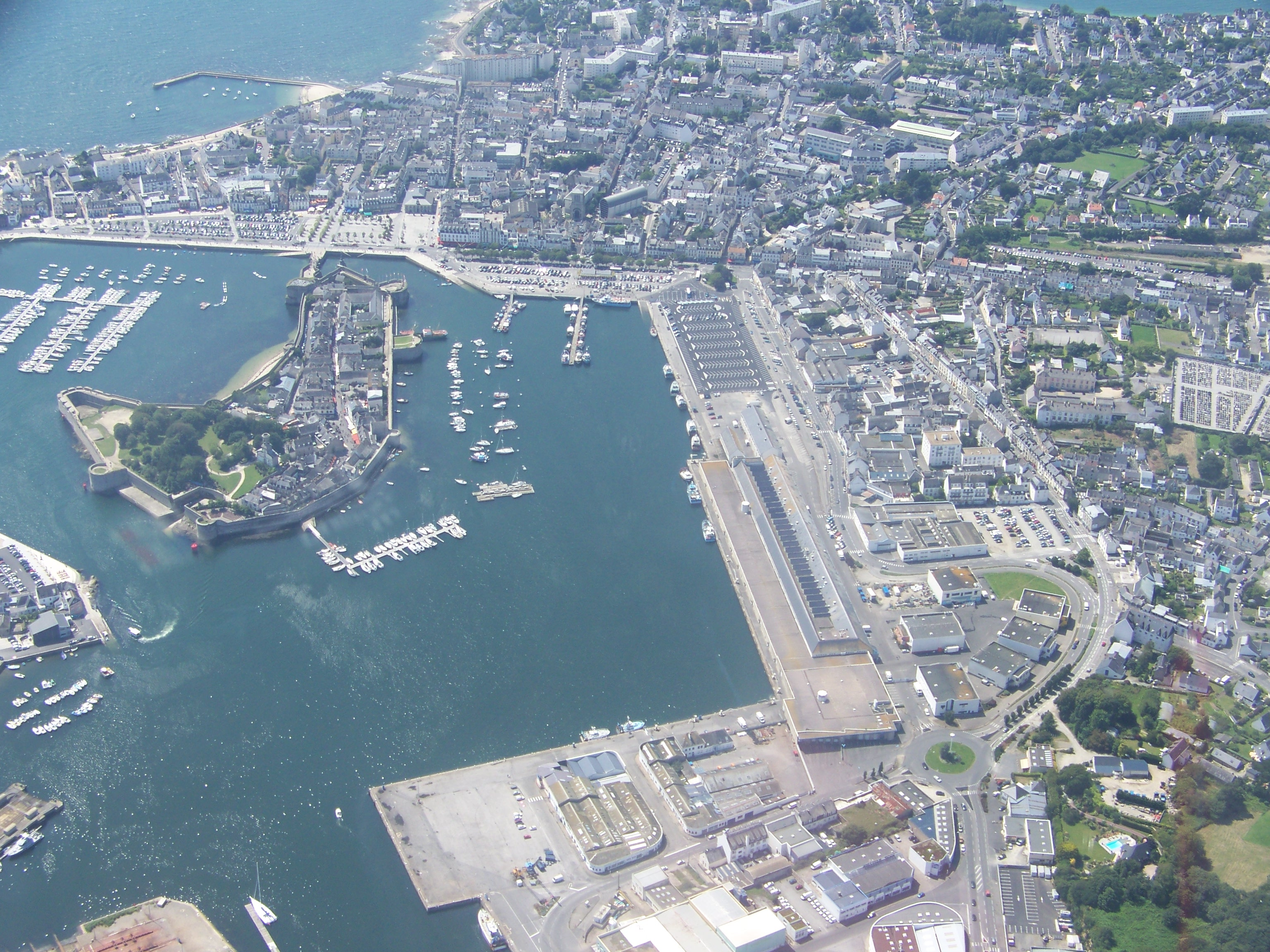
空撮
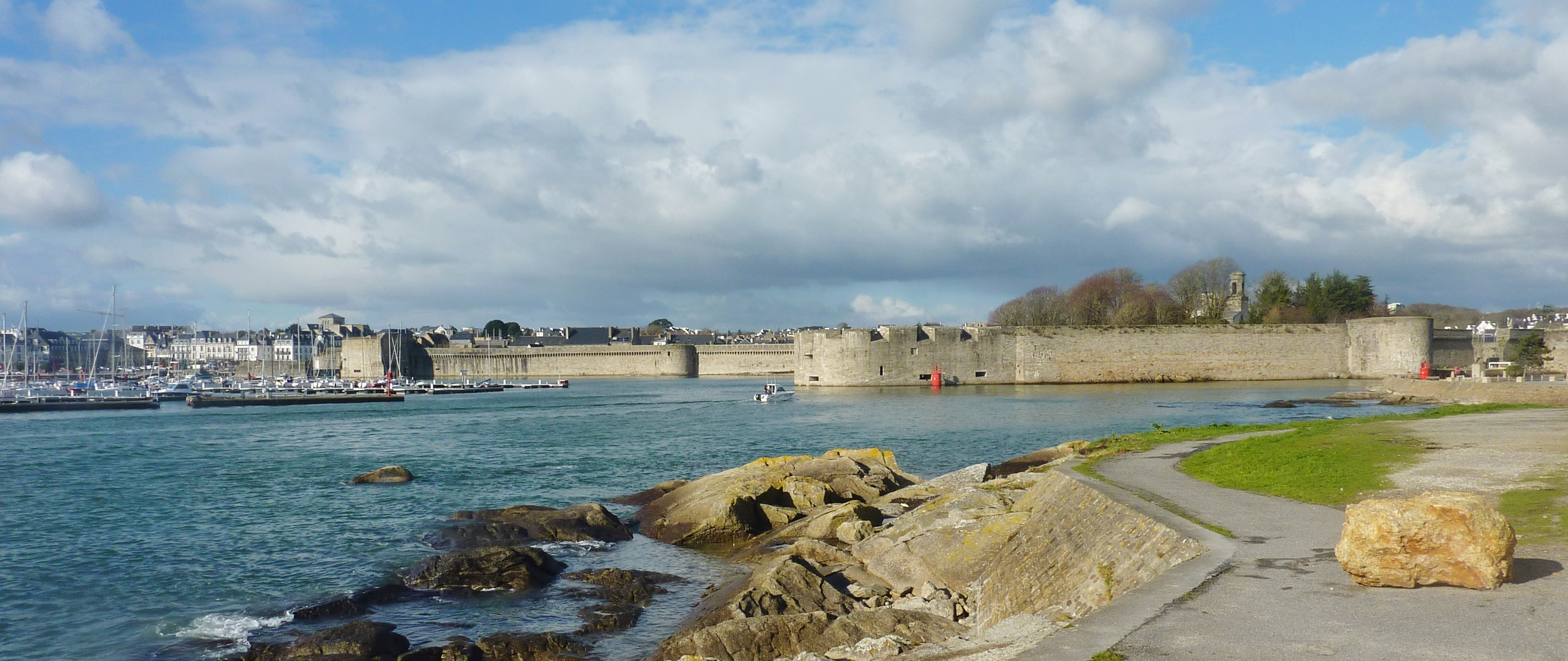
ランリエックから眺めた「壁で閉じた都市」。

## 人口統計
| 1962年 | 1968年 | 1975年 | 1982年 | 1990年 | 1999年 | 2006年 | 2008年 |
| ------ | ------ | ------ | ------ | ------ | ------ | ------ | ------ |
| 15907  | 17801  | 18759  | 17984  | 18630  | 19453  | 19953  | 20096  |

## 史跡
- 要塞都市 - 内部に魚類の博物館（fr）あり。
- ケリオレ城（fr:Château de Kériolet） - 19世紀に建てられたネオ・ゴシック様式の私有の城。現在はフランス歴史的記念物に指定されている。

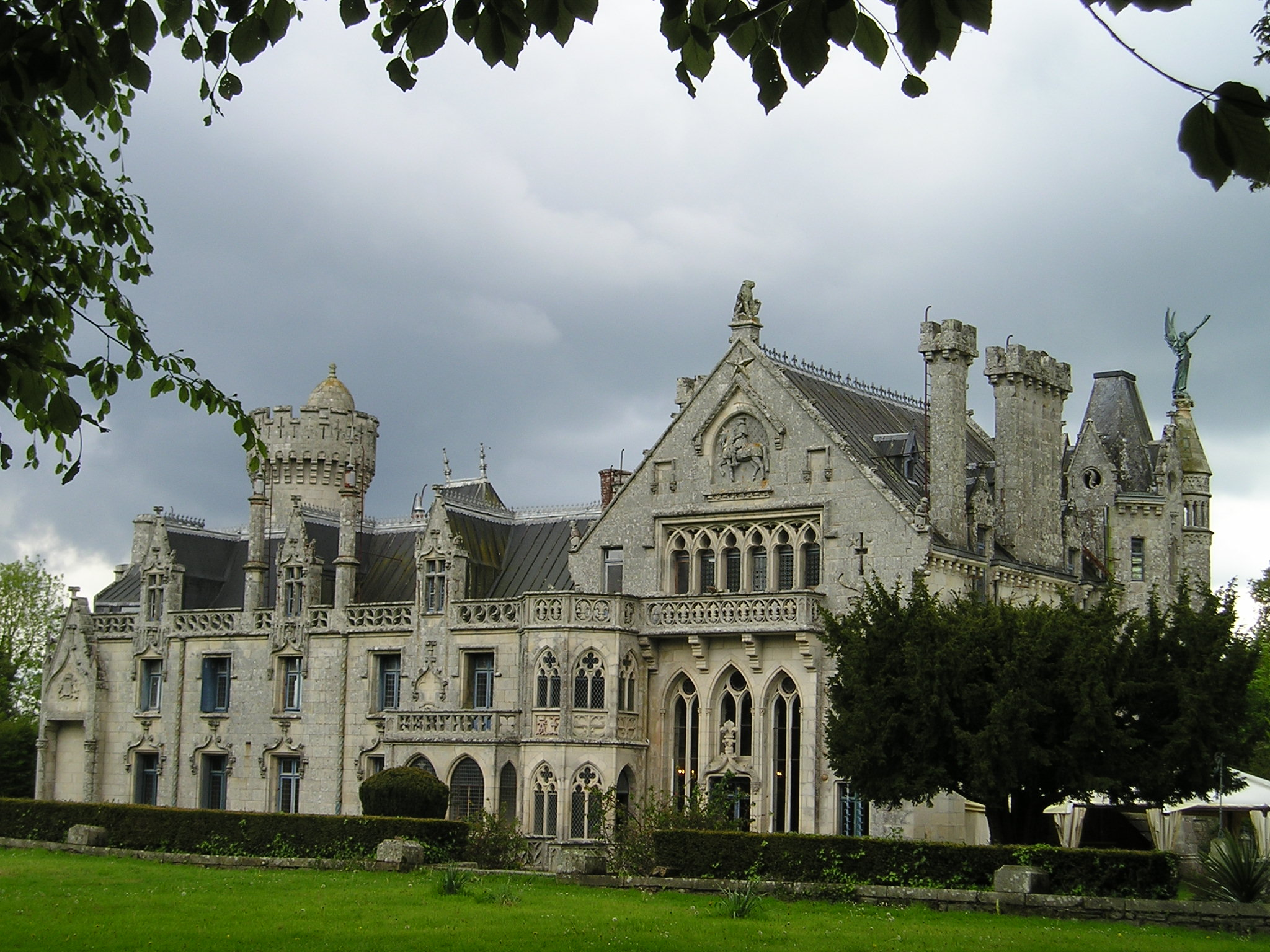
ケリオレ城
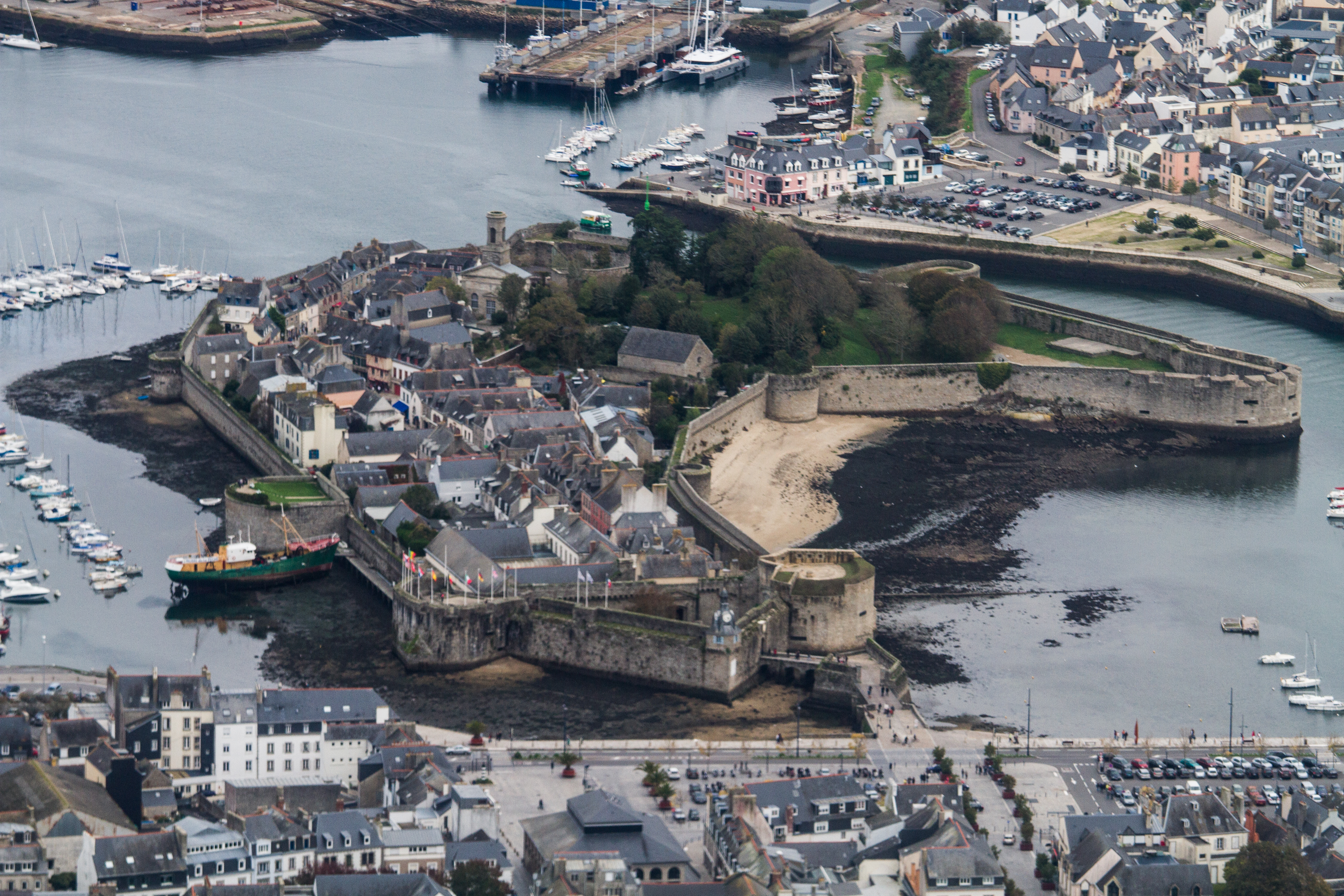
要塞都市
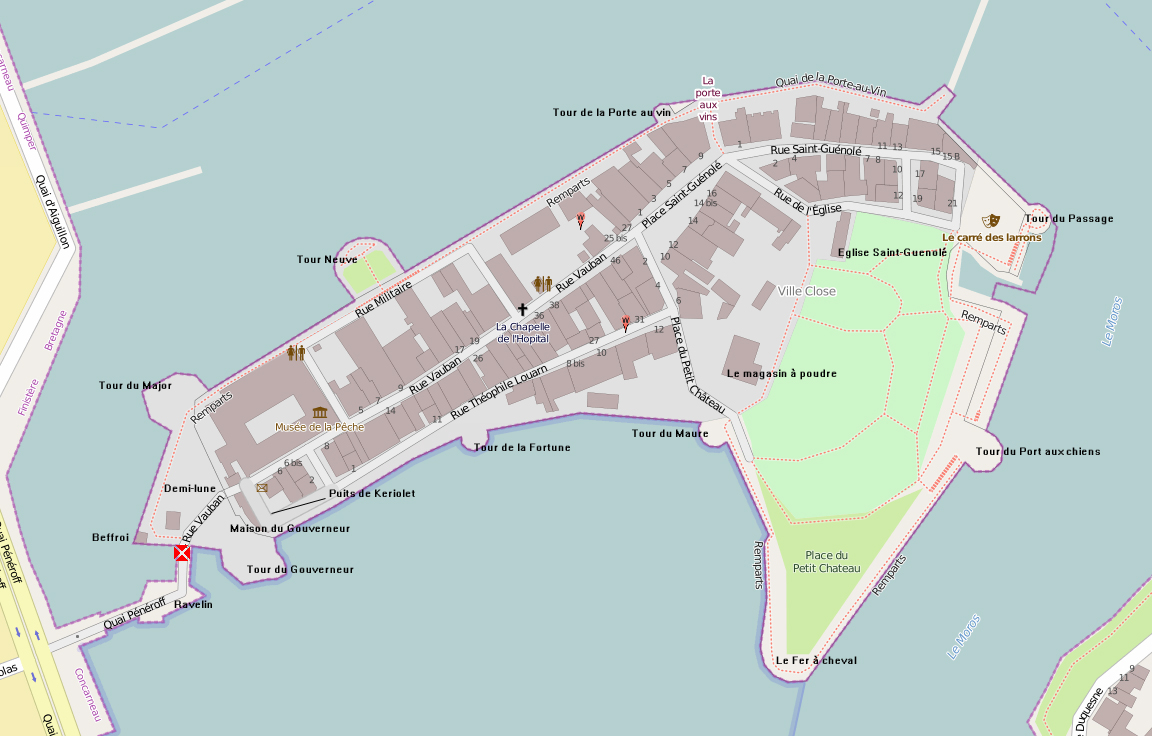
要塞都市の図解

## 交通
- ナント - ブレスト間を走る高速道165（Route nationale 165）
- 市内に空港はないため、ロリアンかカンペールの空港を利用する。
- 夏の間、グレナン諸島とのフェリー便が往来する。

## 姉妹都市
以下の都市と提携している。
- ドイツ、ビーレフェルト　1969年
- セネガル、ンブール　1974年
- イギリス、ペンザンス　1983年

## 出身の著名人
- ステファヌ・ギヴァルシュ - サッカー選手

## 関連文献
日本語の資料
- 『現代の芸術と批評叢書』第3編、厚生閣書店、1929年（昭和4年）。国立国会図書館内/図書館送信。
  - 「コンカルノの短艇競漕」
  - マックス・ジャコブ「骰子筒」北川冬彦（訳）。doi:10.11501/1193293、全国書誌番号:47030796。原タイトル「Le cornet a des」

- ジヨルジユ・シメノン「第三章　コンカルノオ町の恐慌」別府三郎（訳）『黄色い犬』黒白書房〈世界探偵傑作叢書 ; 11〉、1936年、53頁。国立国会図書館内/図書館送信。コマ番号0032.jp2、doi:10.11501/1229401。
  - ジョルジュ・シムノン「3 恐怖におののくコンカルノー」『黄色い犬』永戸俊雄（訳）、雄鶏社〈おんどりみすてりい〉、1950年、43頁。コマ番号0029.jp2、マイクロフィッシュ版、国立国会図書館内/図書館送信。1955年に早川書房〈世界探偵小説全集〉に改版。
    - 宮崎嶺雄（訳）に改版（東京創元社〈世界推理小説全集 ; 第19〉、1956年）、〈創元推理文庫〉に改版（1959年）。
    - 中島昭和（訳）「三《恐怖におおわれたコンカルノー》」に改題（角川書店、1963年）。

  - シムノン（原作）、藤原宰太郎（訳）『死を呼ぶ犬』〈ジュニア版世界の名作推理全集 ; 6〉、秋田書店、1983年、全国書誌番号:83024230、ISBN 4-253-00703-1。デジタル 国立国会図書館限定。
- 仲野 麻紀「水見色とコンカルノ」『図書』通号819号、2017年5月、7-11頁。国立国会図書館書誌ID:028201644。
- 「３ コンカルノー港（原色版）」『香田勝太作品集』教育美術振興会、1929年（昭和17年）、頁番号なし、マイクロフィッシュ版、国立国会図書館内/図書館送信。コマ番号0010.jp2、doi:10.11501/1069029、全国書誌番号:46022963。
- 大森啓助「コンカルノオ」『美術手帖』第90号、カルチュア・コンビニエンス・クラブ、1955年1月、50-51頁。国立国会図書館内/図書館送信、コマ番号0029.jp2、doi:10.11501/7923648、ISSN 0287-2218。
- 嘉門安雄「名画鑑賞（21）ポール・シニャック『コンカルノー港』」『産業新潮』第22巻第7号（通号250）、産業新潮社、1973年6月、頁番号なし。コマ番号0007.jp2、doi:10.11501/2704594、国立国会図書館内/図書館送信。
- 岩崎力「フランスの4つの港《コンカルノー》」『ふらんす』第50巻第2号、白水社、1975年2月、48頁。コマ番号0027.jp2、doi:10.11501/7971224、国立国会図書館限定公開。
- 稲生永「LA DOUCE FRANCE(8)《コンカルノー》」『ふらんす』第51巻第11号、白水社、1976年11月、4-5頁。コマ番号0005.jp2、doi:10.11501/7971245、国立国会図書館内公開。
- 賀川 恭子「ポール・シニャック《コンカルノー港》」石橋財団ブリヂストン美術館銀座事務所（編）『館報』第67号、2018年、73-79頁。ISSN 1341-8548。別題『Annual report of Bridgestone Museum of Art』

洋書
- Le Maître, Louis-Pierre (2003). Concarneau. éditions Palantines. pp. 223　全221頁、ISBN 2-911434-25-0
- Henri Belbéoch : Les peintres de Concarneau, 1993, éditions Palantines
- René Le Bihan : La route des peintres de Cornouaille : Bénodet - Fouesnant - Concarneau - Trégunc , 2005, éditions Palantines
- Groupement touristique de Cornouaille : La route des peintres en Cornouaille 1850 - 1950, 1990
- Daniel Yonnet、André Cariou : Le Finistère des peintres, 1993, éditions Ouest-France ISBN 2-7373-1228-0
- Léo Kerlo、Jacqueline Duroc : Peintres des côtes de Bretagne de Quimper à Concarneau de Pont-Aven au Pouldu, éditions du Chasse-Marée
- Denise Delouche : Artistes étrangers Pont-Aven Concarneau et autres lieux, fr:Presses universitaires de Rennes 2
- André Cariou, « La colonie artistique de Concarneau » pp. 67-77, dans le catalogue de l’exposition Künstlerkolonien in Europa Il Zeichen der Ebene und des Himmels du Germanisches National Museum, Nüremberg, 15 novembre 2001 – 17 février 2002, éd. du musée, 2001 ISBN 3-926982-81-0.
- Jean-Yves Le Lan、Michel Briant : Le Concarneau d'autrefois, Groix, Groix Editions & Diffusion, 2018,108 p. ISBN 978-237419-055-6